# Ryan Miller
Ryan Miller (* 17. července 1980, East Lansing, Michigan, USA) je bývalý americký hokejový brankář. Ryan chytal v národním týmu USA na zimních olympijských hrách ve Vancouveru v roce 2010, kde tým USA vyhrál stříbrné medaile.

## Kariéra v NHL
Draftován byl v roce 1999 týmem Buffalo Sabres. Do NHL poprvé nakoukl v roce 2002, kdy z 15 zápasů zaznamenal 6 výher a pak byl poslán do farmářského celku Rochester Americans v AHL. Brankářskou jedničkou Buffala se stal v roce 2005, když z 48 zápasů zaznamenal výher. Skvělé statistiky měl i v dalších sezónách, což vyvrcholilo v roce 2010, kdy získal Vezina trophy pro nejlepšího brankáře v NHL. Ten rok měl výborné statistiky. 69 zápasů, 41 výher, 18 proher a 8 proher v prodloužení, úspěšnost zákroků skoro 93 procent a 2,22 průměr inkasovaných gólů na zápas. V sezóně 2013/2014 byl vytrejdován do St. Louis Blues.
V lednu 2023 mu bylo vyřazeno v klubu Buffalo Sabres číslo 30, bude to druhé vyřazené číslo hokejového brankáře hned po českém hokejovém brankáři Dominiku Haškovi.

## Reprezentační kariéra
Za USA nastupuje pokaždé když nehraje play-off NHL. Jeho zatím největší úspěch je stříbrná medaile z olympiády ve Vancouveru v roce 2010.

## Individuální úspěchy
- 2000 - 2. CCHA All-Star Team (Michigan State Spartans)
- 2001 - Hobey Baker Memorial Award (Michigan State Spartans)
- 2001, 2002 - 1. CCHA All-Star Team (Michigan State Spartans)
- 2001, 2002 - 1. NCAA West All-American Team (Michigan State Spartans)
- 2001, 2002 - hráč roku CCHA (Michigan State Spartans)
- AHL 2004/2005 - 1. AHL All-Star Team (Rochester Americans)
- AHL 2004/2005 - Aldege "Baz" Bastien Memorial Award (Rochester Americans)
- NHL 2006/2007 - NHL All-Star Game (Buffalo Sabres)
- ZOH 2010 - nejužitečnější hráč turnaje na Zimních olympijských hrách (USA)
- ZOH 2010 - člen All-Star Týmu turnaje na Zimních olympijských hrách (USA)
- ZOH 2010 - nejlepší brankář turnaje na Zimních olympijských hrách (USA)
- NHL 2009/2010 - 1. All-Star Team NHL (Buffalo Sabres)
- NHL 2009/2010 - Vezina Trophy (Buffalo Sabres)
- NHL 2009/2010 - NHL Foundation Player Award (Buffalo Sabres)

## Týmové úspěchy
- 2005 - Macgregor Kilpatrick Trophy (Rochester Americans)
- 2005 - Norman R. "Bud" Poile Trophy (Rochester Americans)
- 2005 - Sam Pollock Trophy (Rochester Americans)
- 2007 - Presidents' Trophy (Buffalo Sabres)
- ZOH 2010 - stříbrná medaile na Zimních olympijských hrách (USA)

## Statistiky

### Statistiky v základní části
| 2002-03     | Buffalo Sabres      | NHL         | 15  | 2.63 | 90,2 | 6   | 8   | 40   | 370   | 1  | 912    |
| 2002-03     | Rochester Americans | AHL         | 47  | 2.34 | 92,0 | 23  | 18  | 110  | 1266  | 2  | 2817   |
| 2003-04     | Buffalo Sabres      | NHL         | 3   | 5.06 | 79,5 | 0   | 3   | 15   | 58    | 0  | 178    |
| 2003-04     | Rochester Americans | AHL         | 60  | 2.21 | 92,5 | 27  | 25  | 132  | 1628  | 5  | 3579   |
| 2004-05     | Rochester Americans | AHL         | 63  | 2.45 | 92,2 | 41  | 17  | 153  | 1814  | 8  | 3741   |
| 2005-06     | Buffalo Sabres      | NHL         | 48  | 2.60 | 91,4 | 30  | 14  | 124  | 1316  | 1  | 2862   |
| 2005-06     | Rochester Americans | AHL         | 2   | 2.50 | 88,9 | 1   | 1   | 5    | 40    | 0  | 120    |
| 2006-07     | Buffalo Sabres      | NHL         | 63  | 2.73 | 91,1 | 40  | 16  | 168  | 1718  | 2  | 3692   |
| 2007-08     | Buffalo Sabres      | NHL         | 76  | 2.64 | 90,6 | 36  | 27  | 197  | 1907  | 3  | 4474   |
| 2008-09     | Buffalo Sabres      | NHL         | 59  | 2.53 | 91,8 | 34  | 18  | 145  | 1628  | 5  | 3443   |
| 2009-10     | Buffalo Sabres      | NHL         | 69  | 2.22 | 92,9 | 41  | 18  | 150  | 1948  | 5  | 4047   |
| 2010-11     | Buffalo Sabres      | NHL         | 66  | 2.59 | 91,6 | 34  | 22  | 165  | 1799  | 5  | 3829   |
| 2011-12     | Buffalo Sabres      | NHL         | 61  | 2.55 | 91,6 | 31  | 21  | 150  | 1638  | 6  | 3536   |
| 2012-13     | Buffalo Sabres      | NHL         | 40  | 2.81 | 91,5 | 17  | 17  | 108  | 1162  | 0  | 2302   |
| 2013-14     | Buffalo Sabres      | NHL         | 40  | 2.72 | 92,3 | 15  | 22  | 108  | 1303  | 0  | 2384   |
| 2013-14     | St. Louis Blues     | NHL         | 19  | 2.47 | 90,3 | 10  | 8   | 46   | 428   | 1  | 1117   |
| 2014-15     | Vancouver Canucks   | NHL         | 45  | 2.53 | 91,1 | 29  | 15  | 107  | 1091  | 6  | 2542   |
| 2015-16     | Vancouver Canucks   | NHL         | 51  | 2.70 | 91,6 | 17  | 24  | 137  | 1497  | 1  | 3043   |
| 2016-17     | Vancouver Canucks   | NHL         | 54  | 2,80 | 91,4 | 18  | 29  | 150  | 1737  | 3  | 3212   |
| 2017-18     | Anaheim Ducks       | NHL         | 28  | 2,35 | 92,8 | 12  | 6   | 53   | 739   | 4  | 1353   |
| 2018-19     | Anaheim Ducks       | NHL         | 20  | 2,76 | 91,2 | 8   | 7   | 51   | 578   | 1  | 1109   |
| 2019-20     | Anaheim Ducks       | NHL         | 23  | 3,10 | 90,7 | 9   | 6   |      |       |    |        |
| 2020-21     | Anaheim Ducks       | NHL         | 16  | 3,51 | 88,2 | 4   | 8   |      |       |    |        |
| NHL celkově | NHL celkově         | NHL celkově | 771 | 2,61 | 91,5 | 384 | 280 | 1952 | 23008 | 44 | 44834  |
| AHL celkově | AHL celkově         | AHL celkově | 172 | 2.34 | 92,2 | 92  | 61  | 400  | 4748  | 15 | 10 257 |

### Statistiky v play off
| 2002-03     | Rochester Americans | AHL         | 3  | 4.11 | 85,6 | 1  | 2  | 13  | 77   | 0 | 190  |
| 2003-04     | Rochester Americans | AHL         | 14 | 1.82 | 93,4 | 7  | 7  | 26  | 368  | 2 | 857  |
| 2004-05     | Rochester Americans | AHL         | 9  | 2.63 | 90,9 | 5  | 4  | 24  | 241  | 0 | 547  |
| 2005-06     | Buffalo Sabres      | NHL         | 18 | 2.57 | 90,8 | 11 | 7  | 48  | 474  | 1 | 1122 |
| 2006-07     | Buffalo Sabres      | NHL         | 16 | 2.22 | 92,2 | 9  | 7  | 38  | 451  | 0 | 1029 |
| 2009-10     | Buffalo Sabres      | NHL         | 6  | 2.35 | 92,6 | 2  | 4  | 15  | 189  | 0 | 383  |
| 2010-11     | Buffalo Sabres      | NHL         | 7  | 2.93 | 91,7 | 3  | 4  | 20  | 222  | 2 | 409  |
| 2013-14     | St. Louis Blues     | NHL         | 6  | 2.70 | 89,7 | 2  | 4  | 19  | 166  | 0 | 422  |
| 2014-15     | Vancouver Canucks   | NHL         | 3  | 2.31 | 91,0 | 1  | 1  | 6   | 61   | 0 | 156  |
| NHL celkově | NHL celkově         | NHL celkově | 56 | 2.49 | 91,5 | 28 | 27 | 146 | 1563 | 3 | 3521 |
| AHL celkově | AHL celkově         | AHL celkově | 26 | 2.37 | 91,6 | 13 | 13 | 63  | 686  | 2 | 1594 |

## Reprezentační statistiky
| Rok                    | Tým                    | Akce                   | Z  | V  | P | R/PVP | MIN | OG | SO | POG  | %CHS |
| ---------------------- | ---------------------- | ---------------------- | -- | -- | - | ----- | --- | -- | -- | ---- | ---- |
| 2002                   | USA                    | MS                     | 4  | 2  | 1 | 1     | 238 | 7  | 1  | 1.76 | .950 |
| 2003                   | USA                    | MS                     | 4  | 2  | 1 | 0     | 193 | 8  | 0  | 2.49 | .889 |
| 2010                   | USA                    | ZOH                    | 6  | 5  | 0 | 1     | 355 | 8  | 1  | 1.35 | .946 |
| 2014                   | USA                    | ZOH                    | 1  | 1  | 0 | 0     | 60  | 1  | 0  | 1.00 | .944 |
| Seniorská reprezentace | Seniorská reprezentace | Seniorská reprezentace | 15 | 10 | 2 | 2     | 846 | 24 | 2  | 1.65 | 932  |